# Time for Us
«Time for Us (с англ. — «Время для Нас») — второй студийный альбом южнокорейской гёрл-группы GFriend. Он был выпущен Source Music 14 января 2019 года, распространён kakao M. Альбом содержит тринадцать песен, в том числе сингл «Sunrise», корейскую версию «Memoria» и инструментальный трек.

## Релиз и промоушен
Time for Us — второй студийный альбом GFriend, выпущенный через два года и шесть месяцев после их первого студийного альбома LOL. Альбом был выпущен 14 января в 3 версиях: «Daybreak», «Daytime» и «Midnight», после чего ограниченная версия альбома была выпущена 25 января. GFriend начали свой промоушен с M Countdown 17 января, где они исполнили «Sunrise» и «Memoria (корейская версия.)». 19 января они исполнили свой B-сайд трек «A Starry Sky» Show! Music Core. Во время 2-й недели промоушена GFriend заняли 1-е место на всех музыкальных шоу, сделав их первым артистом в 2019 году, чтобы достичь такого результата.

## Трек-лист
| №                   | Название                                               | Текст песни                     | Музыка                                          | Arrangement              | Длительность |
| ------------------- | ------------------------------------------------------ | ------------------------------- | ----------------------------------------------- | ------------------------ | ------------ |
| 1.                  | «Sunrise» (кор. 해야)                                  | No Joo-hwan                     | No Joo-hwan Lee Won-jong                        | No Joo-hwan Lee Won-jong | 3:36         |
| 2.                  | «You Are Not Alone»                                    | Iggy Youngbae                   | Iggy Youngbae                                   | Iggy Youngbae            | 3:33         |
| 3.                  | «L.U.V» (기적을 넘어; Gijeogeul neomeo)                | Lee Seu-ran                     | Darren Smith Sean Alexander                     | Darren Smith Avenue 52   | 3:15         |
| 4.                  | «Glow» (만화경; Manhwagyeong)                          | Lee Mi-so                       | Daniel Sherman Val De Prete Caroline Gustavsson | Daniel Shermann          | 3:43         |
| 5.                  | «Our Secret» (비밀 이야기; Bimil iyagi)                | Lee Seu-ran                     | B.Eyes                                          | B.Eyes                   | 3:25         |
| 6.                  | «Only 1»                                               | Iggy Youngbae                   | Iggy Youngbae                                   | Minki                    | 3:10         |
| 7.                  | «Truly Love»                                           | Limgo Kim Woong                 | Kim Woong                                       | Kim Woong                | 3:39         |
| 8.                  | «Show Up» (보호색; Bohosaek)                           | No Joo-hwan                     | No Joo-hwan Lee Won-jong                        | Lee Won-jong             | 3:30         |
| 9.                  | «It's You» (겨울, 끝; Gyeoul kkeut; lit : Winter, End) | Miyao, Jade, Kim Ah-reum        | Spacecowboy                                     | Spacecowboy              | 4:01         |
| 10.                 | «A Starry Sky»                                         | Son Go-eun                      | Son Go-eun                                      | Son Go-eun               | 3:11         |
| 11.                 | «Love Oh Love»                                         | Jerry Emotional Vending Machine | Megatone stereo14                               | Megatone stereo14        | 3:21         |
| 12.                 | «Memoria» (Korean ver.)                                | No Joo-hwan                     | Carlos K. Joe                                   | Carlos K. Ryo Miyata     | 4:09         |
| 13.                 | «Sunrise» (Instrumental)                               |                                 | No Joo-hwan Lee Won-jong                        | No Joo-hwan Lee Won-jong | 3:36         |
| Общая длительность: | Общая длительность:                                    | Общая длительность:             | Общая длительность:                             | Общая длительность:      | 46:22        |

## Чарты
| Чарты (2019)       | Высшая позиция |
| ------------------ | -------------- |
| Япония (Oricon)    | 55             |
| Южная Корея (Gaon) | 2              |
| США (Billboard)    | 12             |

## Продажи
| Регион             | Продажи |
| ------------------ | ------- |
| Южная Корея (Gaon) | 91,099+ |
| Япония (Oricon)    | 1,457+  |